# (7829) Jaroff
(7829) Jaroff – planetoida z pasa głównego asteroid okrążająca Słońce w ciągu 2 lat i 266 dni w średniej odległości 1,95 j.a. Została odkryta 21 listopada 1992 roku przez Eleanor Helin. Przed nadaniem nazwy planetoida nosiła oznaczenie tymczasowe (7829) 1992 WY4.